# Laboulbenia calathi
Laboulbenia calathi T. Majewski – gatunek grzybów z rzędu owadorostowców (Laboulbeniales). Pasożyt owadów.

## Systematyka i nazewnictwo
Pozycja w klasyfikacji według Index Fungorum: Laboulbenia, Laboulbeniaceae, Laboulbeniales, Laboulbeniomycetidae, Laboulbeniomycetes, Pezizomycotina, Ascomycota, Fungi.
Gatunek ten po raz pierwszy opisał w 1994 r. Tomasz Majewski w Polsce na owadzie z rodziny biegaczowatych Calathus fuscipes.

## Charakterystyka
Grzyb entomopatogeniczny, pasożyt zewnętrzny owadów. Notowany na chrząszczach (Coleoptera) z rodziny biegaczowatych (Carabidae) należących do rodzaju Calathus. Nie powoduje ich śmierci i wyrządza im niewielkie szkody.